# Furcillaria aequalis
Furcillaria aequalis är en mångfotingart som beskrevs av Shelley 1981. Furcillaria aequalis ingår i släktet Furcillaria och familjen Xystodesmidae. Inga underarter finns listade i Catalogue of Life.